# Bleiglasfenster

Fenster in der Kathedrale Saint-Étienne in Toulouse

Bleiglasfenster sind Fenster, bei denen die einzelnen Flachglas-Stücke durch U- und H-förmige Bleiruten eingefasst und entlang der Kanten miteinander verlötet werden. Bevor es gelang, größere Glasflächen herzustellen, waren Sprossen- und Bleiglasfenster die einzige Möglichkeit, größere Wandöffnungen zu verglasen. Heute werden sie überwiegend als künstlerische Arbeiten realisiert. Trotz der Namensähnlichkeit wird in Bleiglasfenstern kein Bleiglas verwendet. Aus diesem Grunde wird eine solche Verglasung auch weit verbreitet als Bleiverglasung bezeichnet.

## Geschichte
Bleiglasfenster sind seit dem Hochmittelalter in Europa üblich. Zunächst wurde diese Technik nur für die Fenster der großen Kathedralen angewandt. Bleiglasfenster bilden ein wichtiges Merkmal der Gotik. Ab dem ausgehenden Mittelalter wurden immer mehr profane Gebäude mit Glasmalereien ausgestattet.
Das Verfahren, eine größere Glasfläche aus kleinen Stücken zusammenzusetzen, begründet sich in der Schwierigkeit, flüssiges Glas in einer größeren Fläche so abzukühlen, dass es nicht reißt. Erst mit der Herstellung von Echtantikglas wurden auch größere Glasflächen möglich, durch Flachglas wurde dieses Problem ganz gelöst. So blieb den Glasmachern des Mittelalters nur der Weg, kleine Glasscheiben herzustellen und diese mittels Bleiruten zu verbinden und zu kitten. Durch die Verwendung unterschiedlich gefärbter Glasstücke schuf man auf diese Weise Bildfenster, die den scheinbaren Nachteil in eine eigene Kunstform umwandelten. Dabei bildet das technisch bedingte Gerüst der Bleiruten ein besonderes „graphisches“ Gestaltungsmittel. Die Scherben wurden vielfach mit Schwarzlot und Silbergelb bearbeitet, um feine Konturen, Schattenwirkungen und gelbe Stellen zu erzielen.
Als Kabinettscheibe wird der Mittelteil einer mit Lasurfarben bemalten Bleiglasscheibe bezeichnet.
Bleiglasfenster werden auch heute noch für sakrale und profane Bauten angefertigt.

## Technik

### Material
- Glas: Mundgeblasene Gläser sind beispielsweise Echtantikglas und Echtantik-Überfangglas. Neuantikglas, Goetheglas, Kathedralglas, Opalescentglas und Danziger Glas sind Gläser hergestellt im Tisch-Guss-Walz Verfahren. Maschinell hergestellt werden Ornamentglas und Floatglas im Ziehverfahren. Eine Sonderform stellen Butzenscheiben (Mondscheiben) dar, hergestellt in Schleudertechnik. Antikglas wird mit einer Glasmacherpfeife zu einem Hohlzylinder geblasen, mit glühendem Eisen längs aufgeschnitten, aufgerollt gerakelt, gestreckt und im Ofen getempert. Dadurch entsteht eine lebendige Oberfläche mit Schlieren und Bläschen; diese entstehen durch das Aufrakeln.

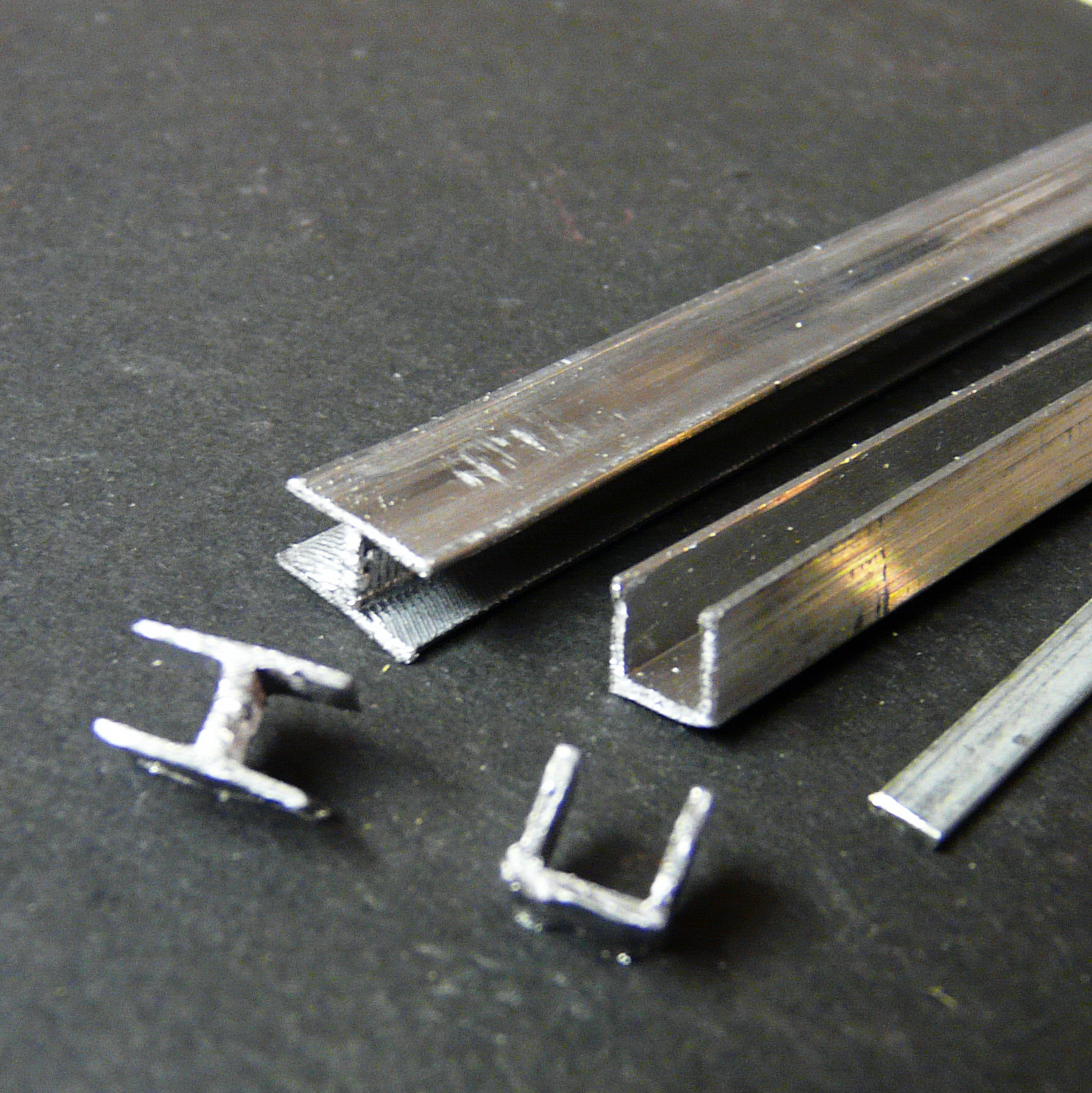
H-Blei = Innenblei, U-Blei = Randblei, rechts Stahleinlage

- Blei: Das weiche formbare Blei (Bleiruten) eignet sich hervorragend dazu, Glasstücke miteinander zu verbinden, ist aber als tragendes Element und Rückgrat der Verglasung wenig belastbar. Durch Stahleinlagen kann die Stabilität der Bleifelder wesentlich erhöht werden. Alternativ können verzinkte Flachstahl-Windeisen aufgelötet werden. Aus sogenanntem Bruchblei werden etwa zwei Meter lange Bleiruten in mehreren Breiten gezogen, die verschiedene Profile und einen unterschiedlich hohen Bleikern aufweisen.
- Lötzinn, Lötmittel: Lötzinn besteht aus 60 % Zinn und 40 % Blei. Sein Schmelzpunkt liegt um 100 °C niedriger als beim Blei, sodass es möglich ist, zwei Bleiruten miteinander zu verbinden, ohne dass das Blei schmilzt. Als Lötmittel dienen Stearinöl, Stearinwachs und Lötpaste.
- Kitt: Um Bleiglasfenster wasserdicht und stabiler zu machen, verstreicht man die Bleiwangen mit Kitt. Alternativ wird eine flüssig angerührte Paste aus Leinöl, Kreide, Ruß und Terpentin oder Terpentinersatz vor dem Einführen des Glases auf die innenseitigen Wangen der Bleiruten gestrichen, um die Fugen abzudichten.[2]

### Werkzeuge

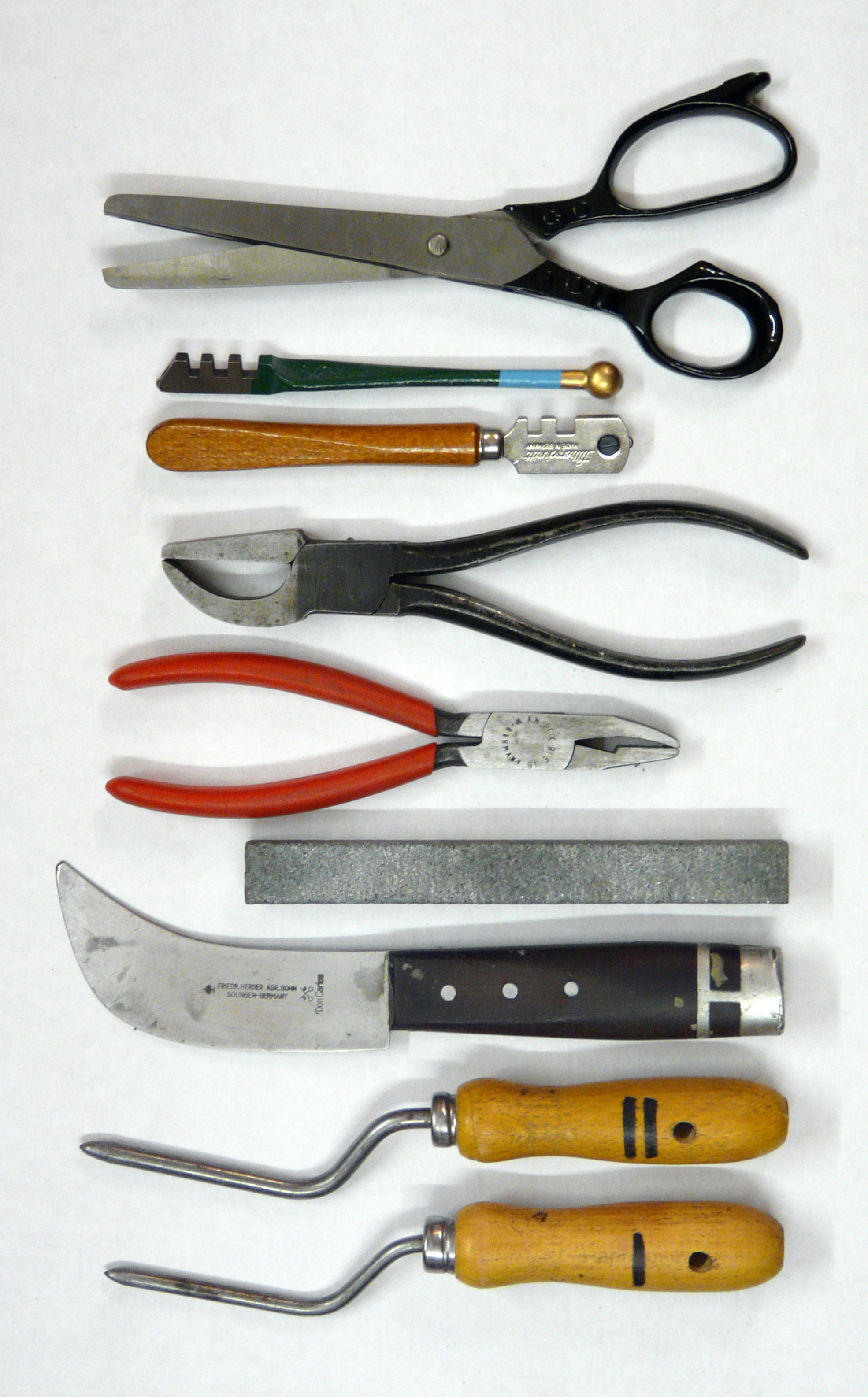
Von oben nach unten: Schablonenschere, Glasschneider, Kröselzangen, Schleifstein, Bleimesser, Bleiaufreiber

- Schablonenschere und Schablonenmesser haben doppelte Klingen in einem Abstand von 1,5 mm. Das entspricht der Dicke des Bleikerns. Würde man die Schablonen mit einer normalen Schere schneiden, wären sie zu groß. Schablonenschere und -messer schneiden einen dünnen Streifen aus dem Karton heraus, nach dem das Glas zugeschnitten wird.
- Zum Schneiden der Gläser gibt es den Glasschneider mit einem Stahlrädchen oder einem Schneiddiamanten. Der Schneideschlitten erlaubt es, gerade Schnitte zu führen, mit dem Rundschneider erzielt man Kreise.
- Mit dem Glaserhämmerchen oder dem Metallstiel des Glasschneiders kann man nach dem Schneiden den Schnitt von unten her anstoßen, damit das Glas leichter getrennt werden kann.
- Kröselzange und Schleifstein dienen dazu, unregelmäßige Ränder zu begradigen und den Grat zu beseitigen.
- Das Blei wird mit dem Bleimesser in Stücke geschnitten und mit dem Bleiaufreiber etwas geweitet, damit die Scheiben leichter in das Profil geschoben werden können. Glasernägel fixieren die Glasstücke auf dem Bleitisch.
- Der Lötkolben erhitzt das Lötzinn, mit dem die Bleiruten miteinander verbunden werden.
- Mit Hilfe des Kittmessers oder mittels Bürsten gelangt der weiche Kitt unter die Bleiwangen.

### Arbeitsschritte
Der Entwurf wird meist im Maßstab 1:10 angelegt. Wichtig dabei ist eine dem Material angemessene klare Linienführung. Ungünstig sind kleine Flächen und schwierig zu schneidende Formen. Nach der Entwurfszeichnung fertigt der Künstler den Werkkarton an. In Originalgröße bestimmt er die Bleilinien, die Dicke der Bleiruten und die vorläufige Farbgestaltung und markiert die Bereiche für Ätz- oder Schleifarbeiten. Im Bleiriss legt der Glaser die Bleisprossen fest, wobei das Randblei nach dem Falz der Umrahmung berechnet wird.
Der Bleiriss bildet die Vorlage für die Schablonen aus kräftigem Papier; sie werden so durchnummeriert, wie das Bleifeld einbleibar ist, oder von oben nach rechts unten durchnummeriert. Mit der Schablonenschere oder einem Schablonenmesser schneidet der Glaser den Linien entlang und legt die fertigen Teile wieder auf den Entwurf.
Nun sucht er die farbigen Gläser aus und ordnet sie den Schablonen zu. Er legt sie möglichst platzsparend auf eine Glasscheibe, schneidet mit dem Glasschneider am Schablonenrand entlang und bricht das Stück mit den Händen ab. Grate oder Spitzen werden mit Kröselzange oder Schleifstein entschärft.
Abweichend von dieser Technik ist es möglich, ohne Karton und Schablonen zu arbeiten. Sind die Glasstücke frei geschnitten, können Form und Farbe jederzeit geändert werden. Auf große Trägerglasscheiben werden die genauen Umrisse der Bleifelder gezeichnet und die Schnittlinien der Gläser darauf skizziert. Die Glasstücke werden mosaikartig aneinander geschnitten und dabei den daneben befindlichen Scheiben angepasst. Durch dieses freie Improvisieren, ständige Überprüfen und Ändern ist man nicht durch anfängliche Festlegungen behindert. Josef Oberberger gestaltete mit dieser Methode des Freischneidens beispielsweise die Fenster im Augsburger Dom und im Regensburger Dom.

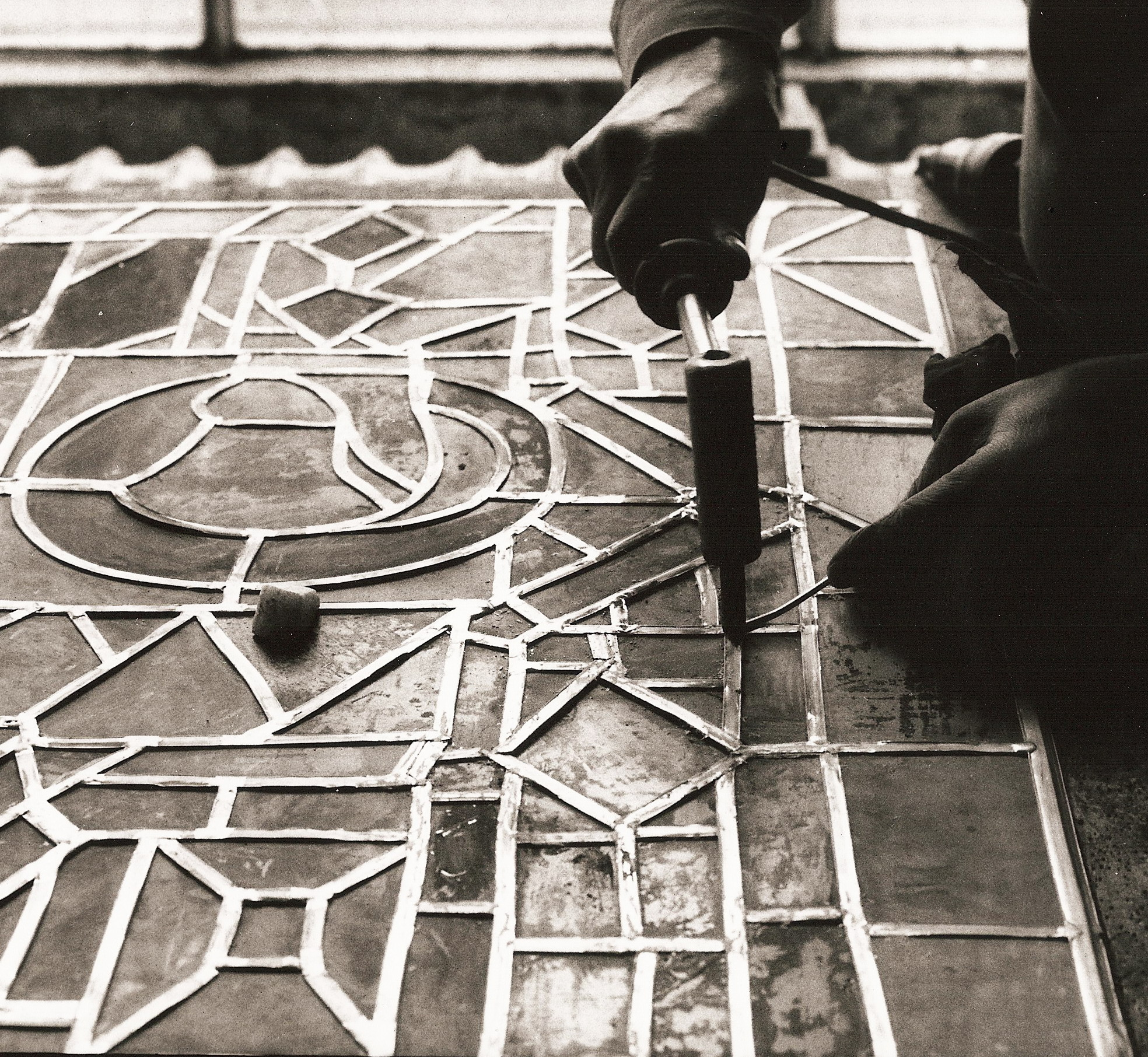
Verlöten eines Bleifeldes

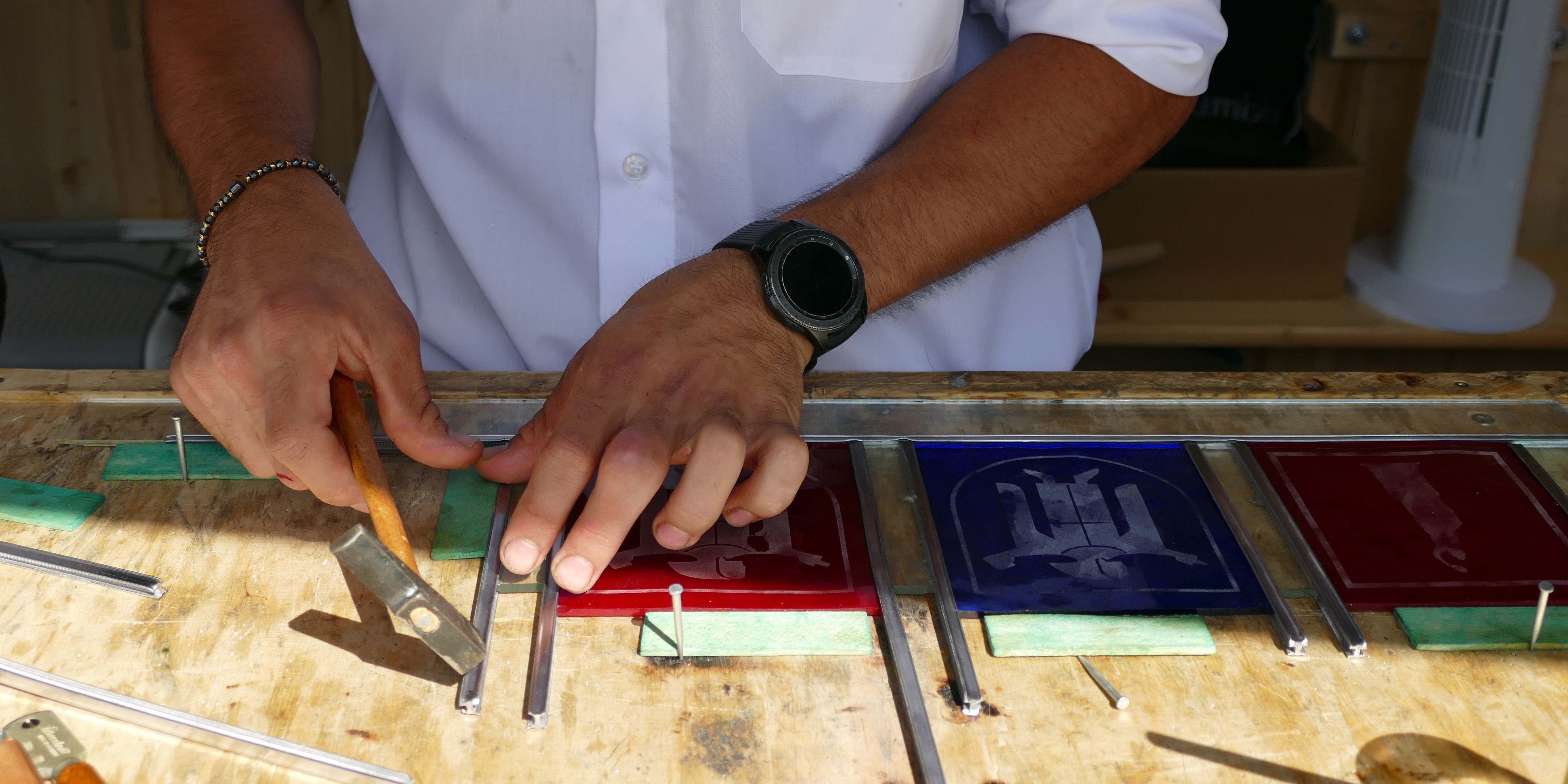
Verbleien von Glasteilen bei einer Demonstration in einem Handwerkerdorf beim Stadtgeburtstag München 2025

Nach dem Glaszuschnitt beginnt das Verbleien. Auf einem großen Bleitisch sind zwei flache Anschlagsleisten links und vorne im rechten Winkel aufgenagelt. An diese legt der Glaser zunächst zwei Randbleie oder Randbleche. Er schiebt das erste Glasstück in ein Randblei und fixiert es mit einem Nagel. Ein Stück Innenblei wird gestaucht und an das Glas geführt, sodass es das Stück mit der einen Seite des H-förmigen Profils umschließt. Überstehende Enden werden scharf am Glasrand mit dem Bleimesser abgeschnitten und wiederum durch Unterlegen eines Bleimessers mit dem Hammer gestaucht. Diese Arbeit führt man fort bis zum Abschluss durch die letzten beiden Randbleie, worauf der Glaser das Fenster mit Holzleisten fixiert. Nun gibt er auf die Verbindungsstellen der Bleistücke etwas Lötmittel und setzt mit Lötzinn und einem heißen Lötkolben einen flachen, ausreichend großen Lötpunkt. Wenn alle Bleiruten auf diese Weise fest miteinander verbunden sind, wiederholt er das Ganze auf der Rückseite des Bleifeldes. Damit es stabiler wird, kann Kitt in die offenen Bleiprofile gegeben werden. Diese werden dann zugestrichen. Besonders steif wird das Fenster durch vollständiges Verzinnen der Bleisprossen. Stahleinlagen oder Windeisen geben zusätzliche Festigkeit.
Zum Schluss reinigt man das Fenster mit Petroleum, Schlämmkreide oder Sägemehl. Wenn das Bild zum Aufhängen bestimmt ist, werden noch Schlaufen aus Kupferdraht oder Blei angebracht. Meistens fügt man es jedoch in einen gefalzten Rahmen aus Holz, Metall oder Stein ein. Diese Technik wird auch bei Glasmalereien angewandt, bei denen die Scheiben vor dem Verbleien mit Schwarzlot und Schmelzfarben bemalt und gebrannt werden.

### Erhaltung und Restaurierung
Bei Glasbruch, witterungsbedingten Beschädigungen oder Restaurierungen von alten Glasfenstern ist es wichtig, die vorhandene Substanz so weit wie möglich zu erhalten. Sprünge können mit zweikomponentigem Restaurierungskleber geklebt werden; eine Verwendung von Sprungbleien wird heute nach Möglichkeit vermieden, um das Gesamtbild nicht zu beeinträchtigen. Das Reinigen verschmutzter Gläser wird sanft mit Pinseln und bei mittelalterlichen Scheiben auch mit Laser vollzogen, um eine eventuell vorhandene Kontur- und Überzugmalerei sowie die Glasoberfläche nicht zu verletzen. Fehlende Glasstücke werden originalgetreu ergänzt. Beschädigte Teile des Bleinetzes werden punktuell repariert, denn in der Regel wird heute auf eine Neuverbleiung verzichtet, da das Bleinetz im Zuge einer veränderten Restaurierungsethik als Teil des Kunstwerks betrachtet wird. Insbesondere bei mittelalterlichen Bleiglasfenstern kommen umweltbedingte Schadensmechanismen an der Glassubstanz als Risiken hinzu, welche als Glaskorrosion bezeichnet werden. Gegenmaßnahmen sind innenbelüftete Außenschutzverglasungen sowie spezifische Schutzmaßnahmen an der Glassubstanz selbst.

### Bekannte Künstler
- siehe Liste von Glasmalern; Liste von Glasmalereiwerkstätten
- Marc Chagall gestaltete zahlreiche Bleiglasfenster für Kirchen, Synagogen und Moscheen.
- Wilhelm Buschulte
- Werner Persy
- Sergio de Castro
- Józef Mehoffer mit seinen Glasfenstern in der Kathedrale St. Nikolaus Freiburg im Üechtland.
- Georg Meistermann
- Gerhard Richter
- Johannes Schreiter
- Brian Clarke

## Beispiele

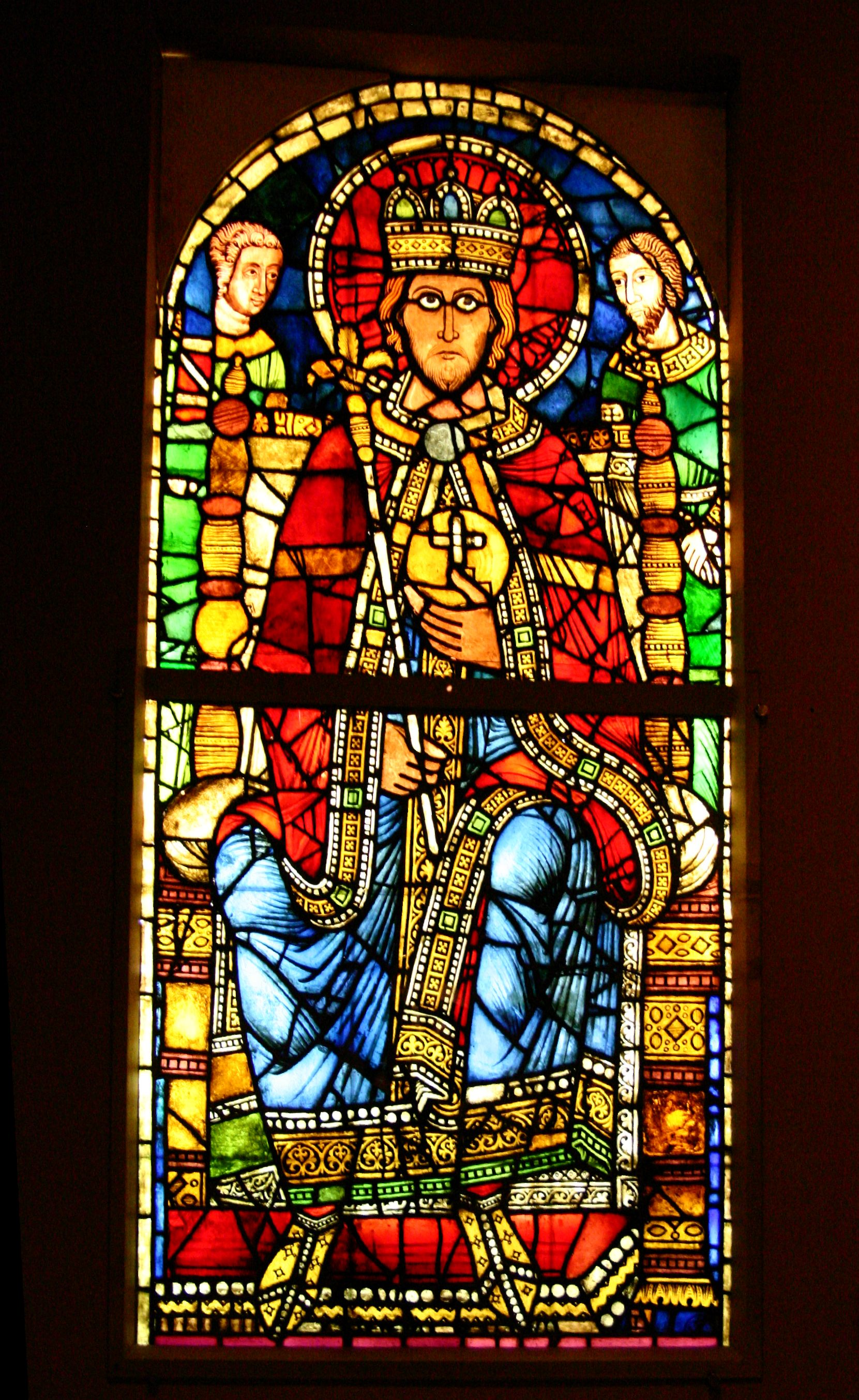
Straßburger Münster: Kaiserfenster, 13. Jahrhundert (heute im Frauenhausmuseum)
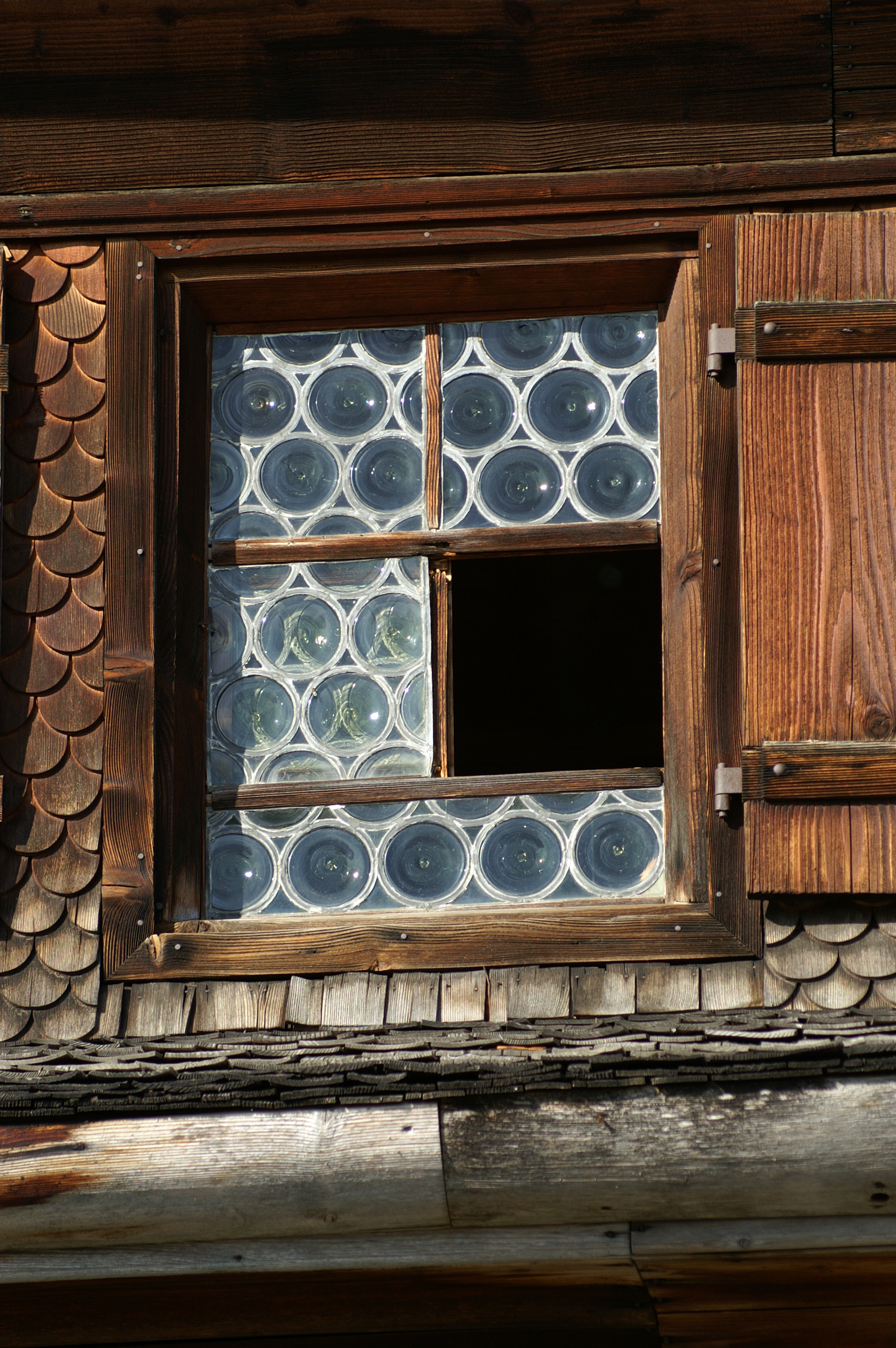
Bleiverglasung am Angelika-Kauffmann-Museum in Schwarzenberg
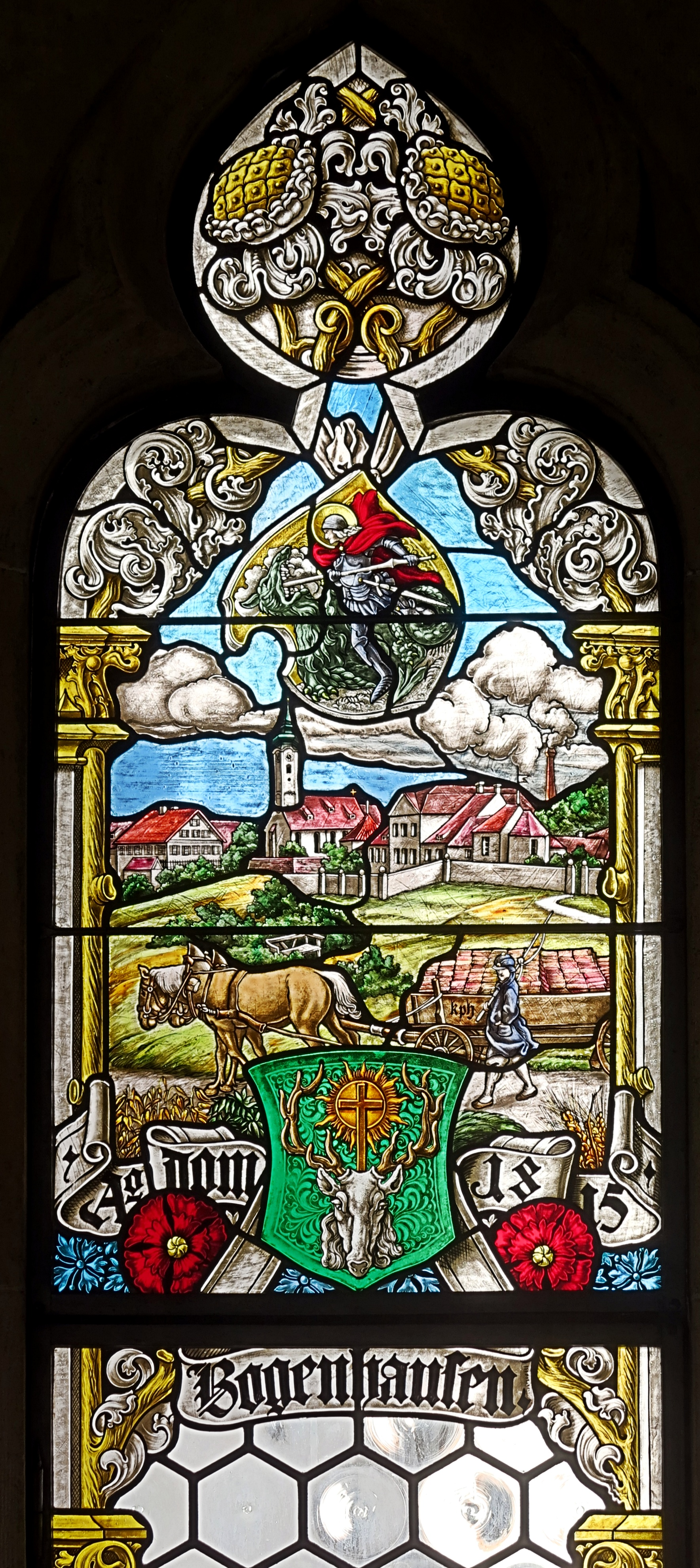
Glasfenster im Münchner Rathaus
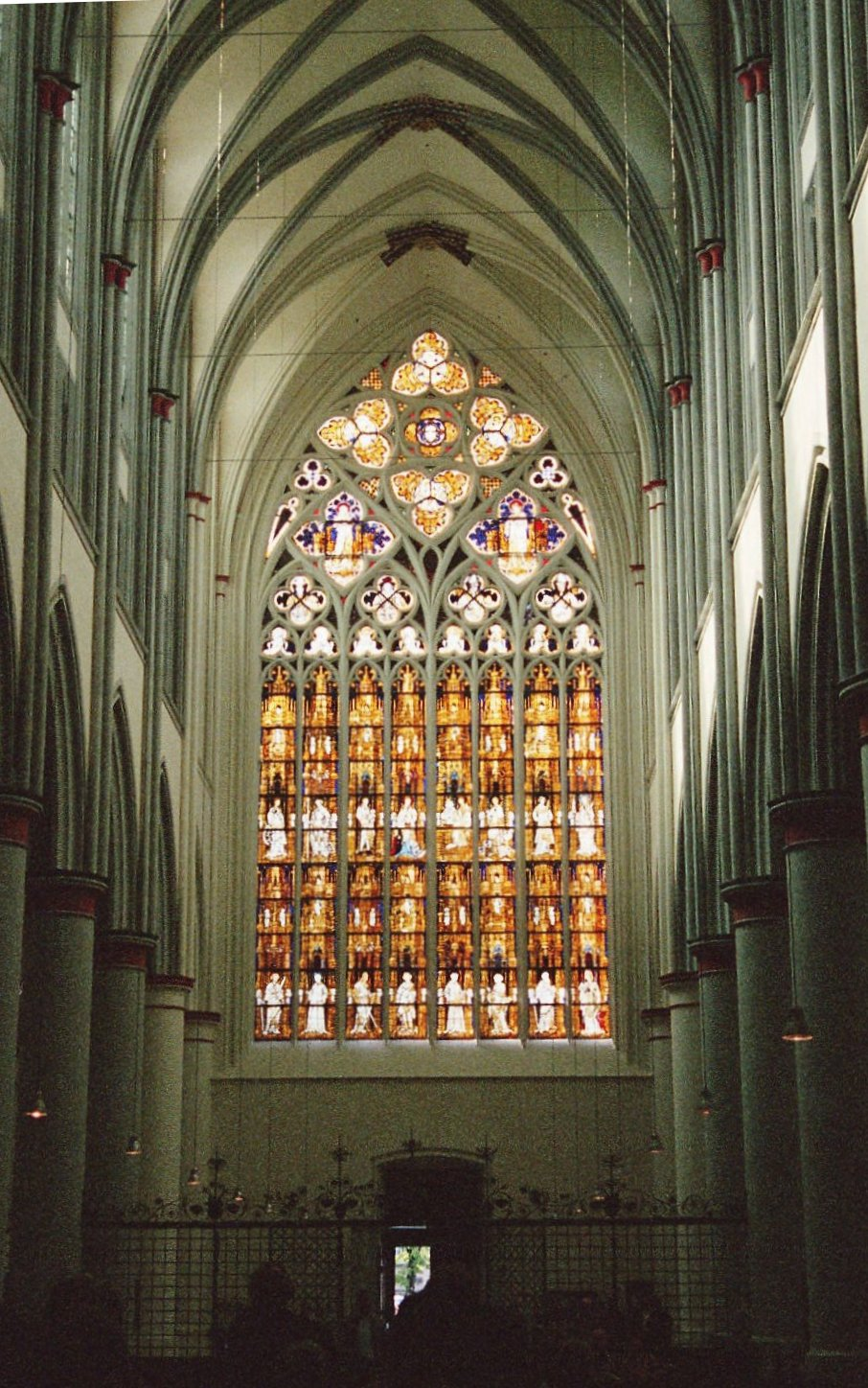
Größtes Kirchenfenster nördlich der Alpen im Altenberger Dom in Odenthal
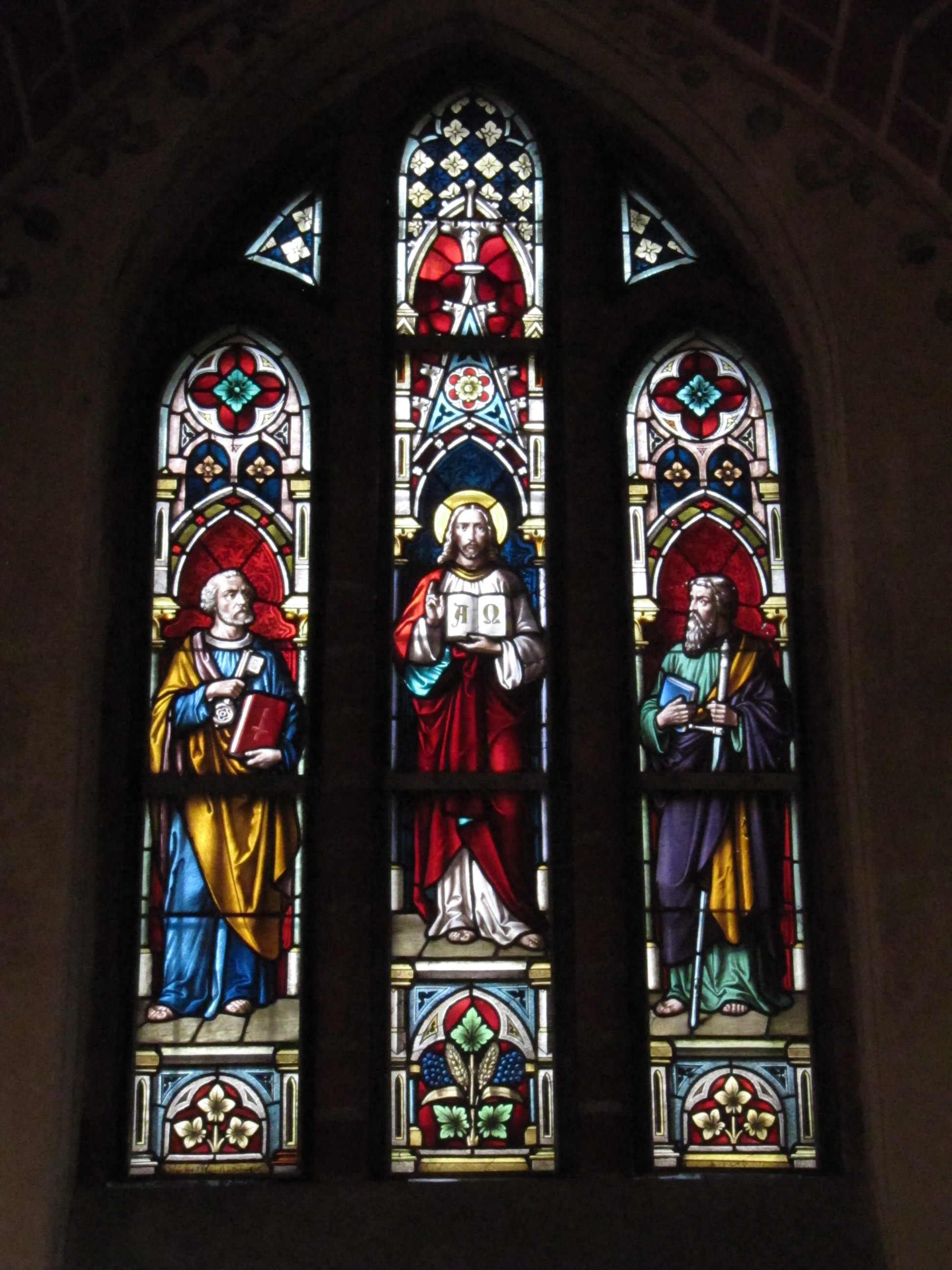
Chorfenster der Dorfkirche Radewege
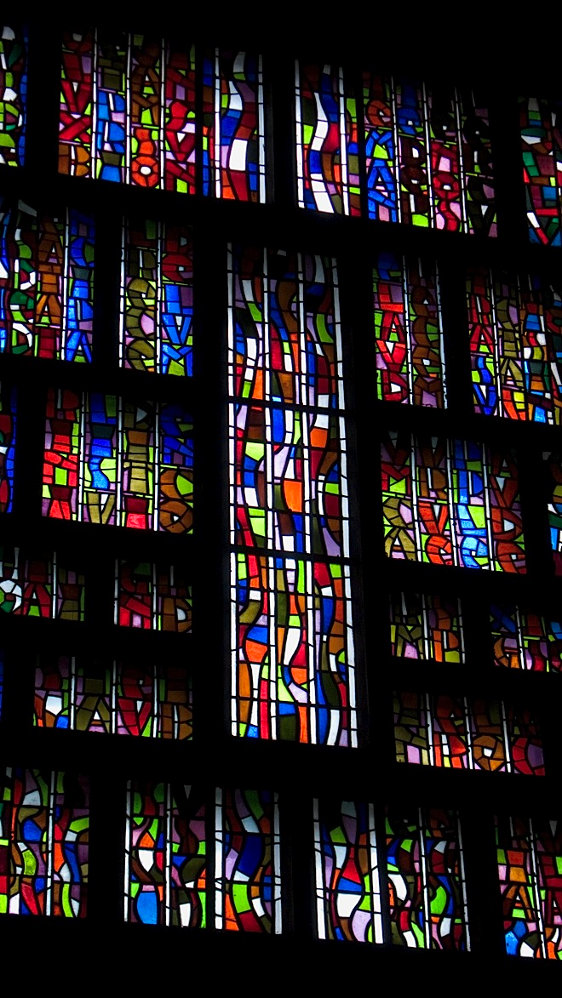
Sergio de Castro, Bleiglasfenster in der Kirche des Benediktiner-Klosters in Couvrechef-la-Folie, Caen (1956–1958)
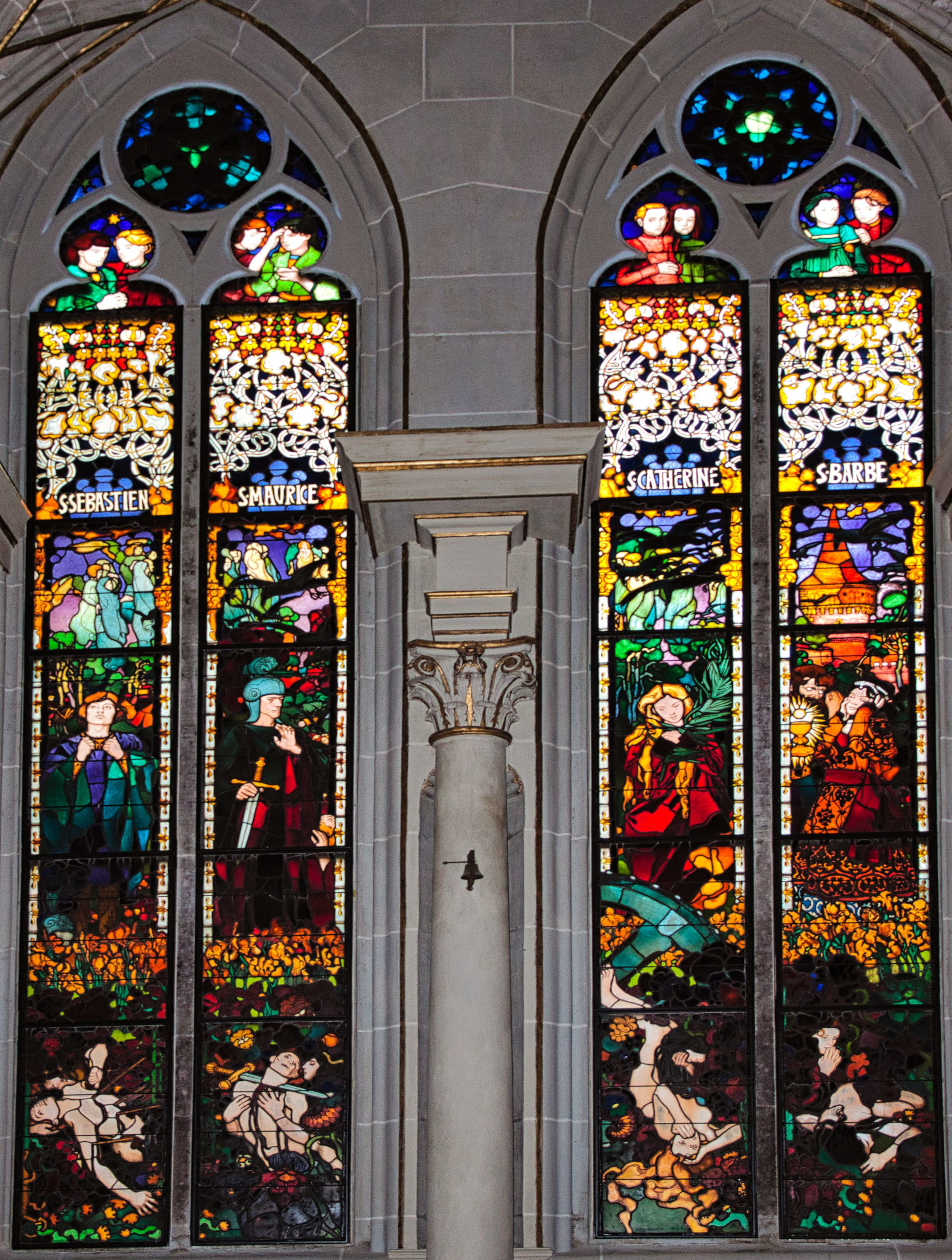
Märtyrerfenster von Mehoffer (1895) in Freiburg i. Üe.
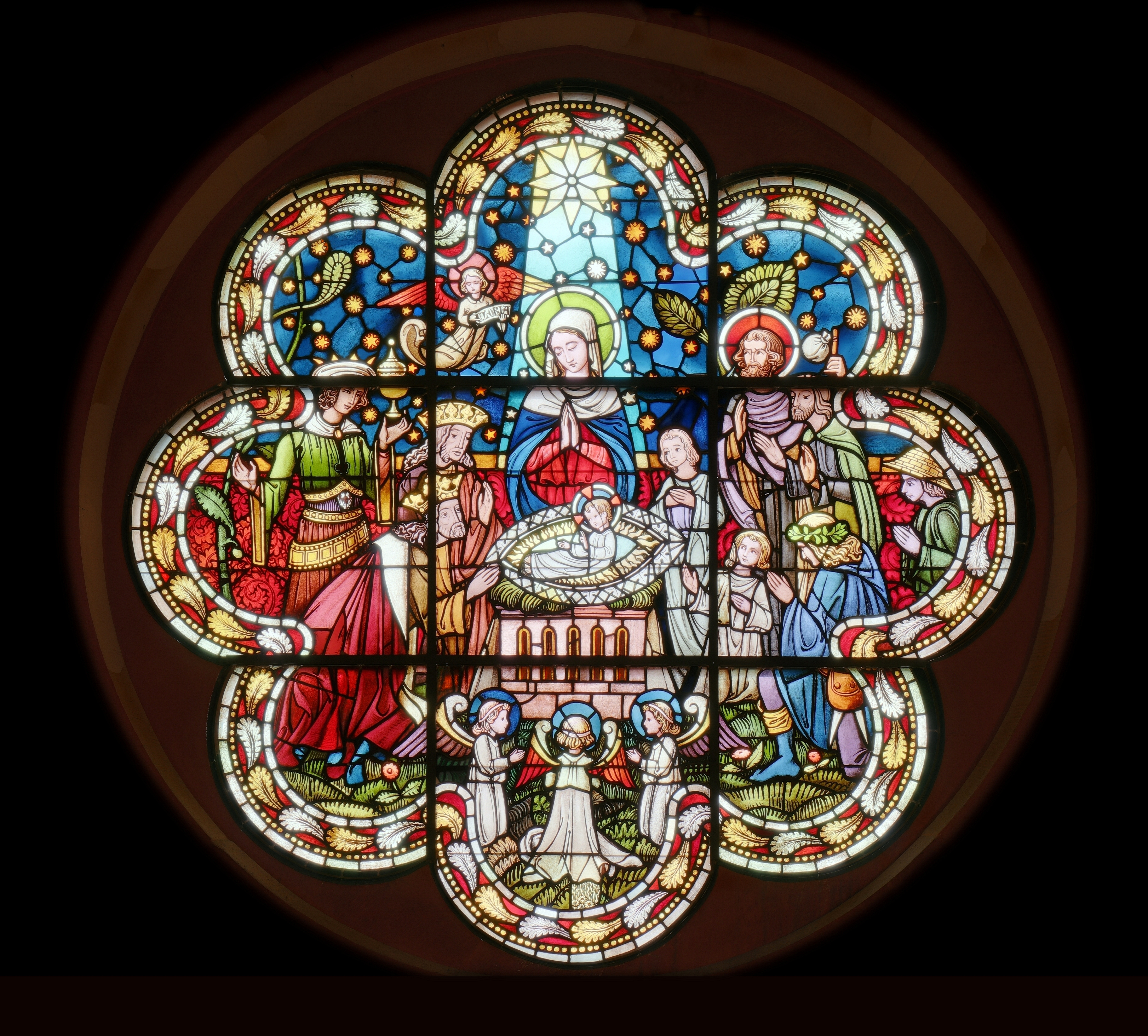
Weihnachtsfenster der St.-Jakobi-Kirche (Peine)
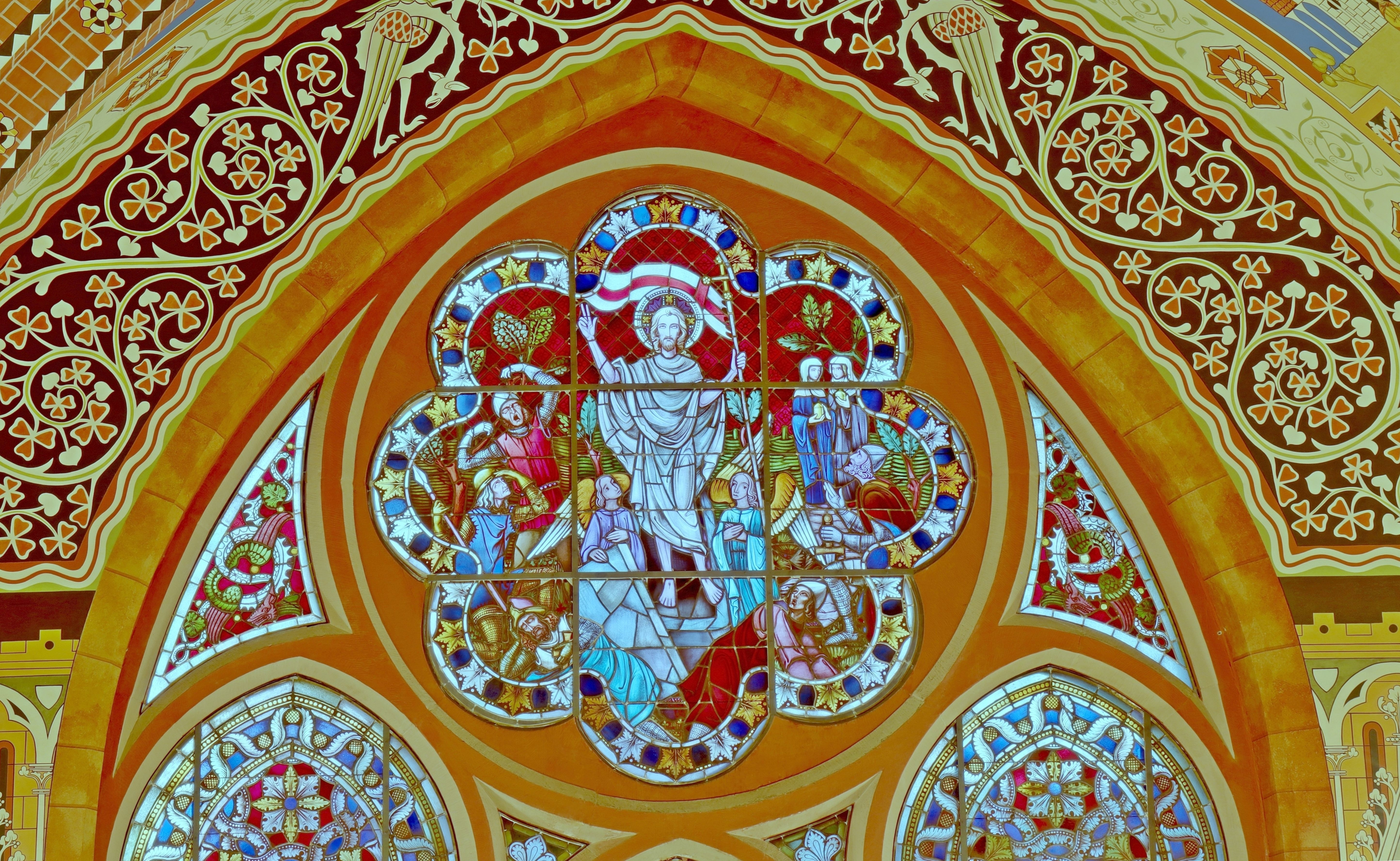
Osterfenster der St.-Jakobi-Kirche (Peine)
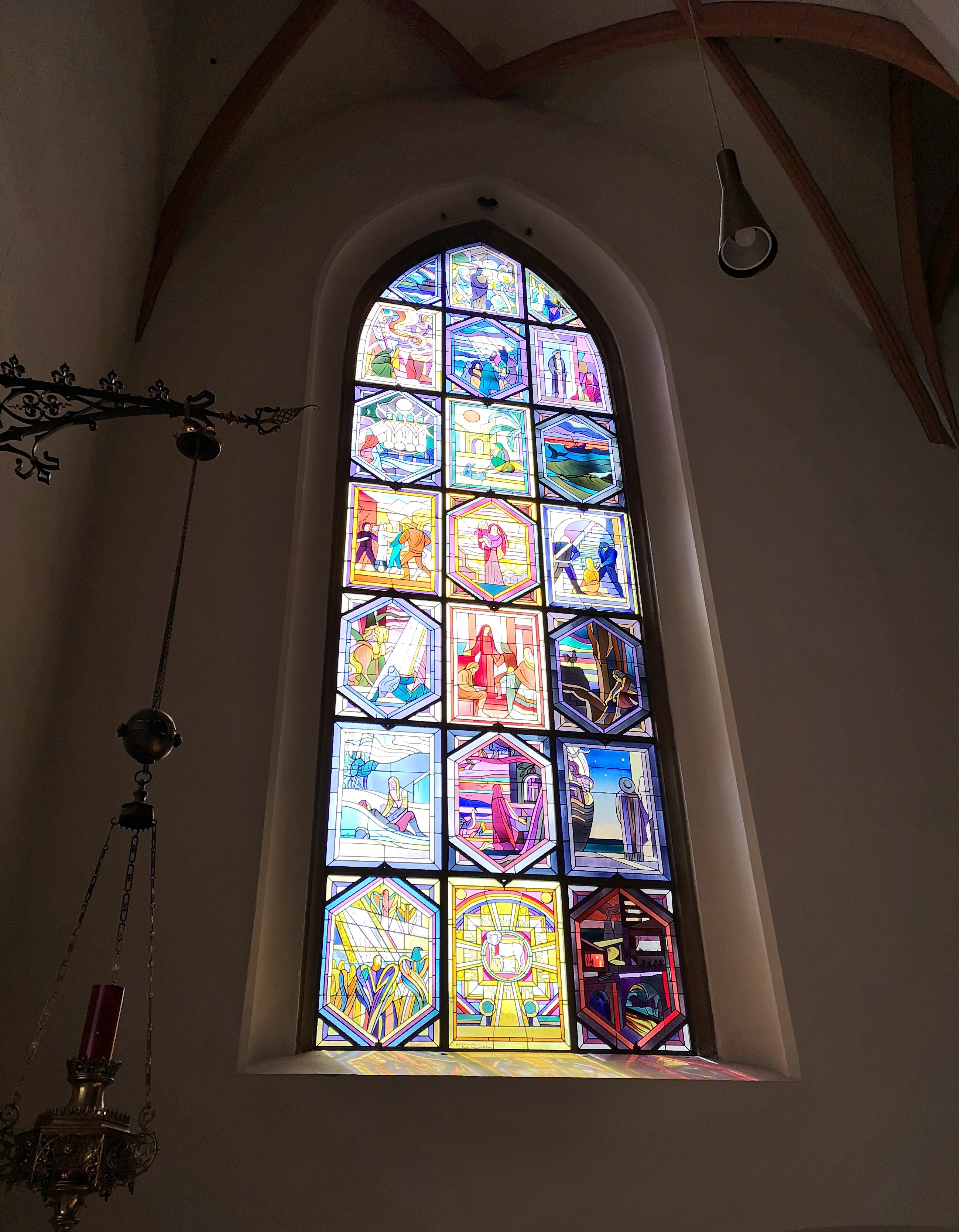
Glasfenster an der Südwand der Bozener Franziskanerkirche, nach 1945

Das Leben von Jesus Christus, Kathedrale von Chartres (12. Jh.)

Chromolithografie 1868.